# Кандалакшки залив
Кандалакшки залив (рус. Кандалакшский залив; крл. Kandalakši, Kandalahti) један је од четири велика залива Белог мора (поред Двинског, Оњешког и Мезенског залива). Налази се у северозападном делу акваторије Белог мора, између јужне обале Кољског полуострва у Мурманској области и североисточне обале Карелије. На месту где се залив највише увукао у копно налази се град Кандалакша.
У заливу се налази неколико стотина мањих острва типа шкоља. Северна обала је знатно равнија и издигнутија у односу на јужну која је јако разуђена и доста нижа. Највећа острва у заливу су Рјашков, Олењи, Волеј, Велики, Сидоров, Керет и Пежостров. Најдубљи је западни део залива где максималне дубине достижу до 300 метара, док је спољашњи део знатно плићи.
Острва у заливу и ниска замочваена обала у јужном делу је важно станиште птица селица, и то подручје је 1976. уврштено на Рамсарску листу. Део обале и острва од 1932. године има статус строгог резервата биосфере − Кандалакшки резерват биосфере.